# Blue (Down by Law)
Blue è il secondo album della band skate punk Down by Law.

## Tracce
1. The Last Brigade
2. Looking for Something
3. Break the Walls
4. At Home in the Wasteland
5. Rain
6. Turn Away
7. Air Conditioner
8. The Greenest Field
9. Straw
10. Finally Here
11. Our Own Way
12. Dead End

## Formazione
- Dave Smalley: voce, chitarra
- Chris Bagarozzi: chitarra
- Ed Urlick: basso (voce nel brano Finally Here)
- Dave Naz: batteria (voce nel brano Turn Away)